# Сілсбі (Техас)
Сілсбі (англ. Silsbee) — місто (англ. city) в США, в окрузі Гардін штату Техас. Населення — 6935 осіб (2020).

## Географія
Сілсбі розташоване за координатами 30°20′44″ пн. ш. 94°10′36″ зх. д. / 30.34556° пн. ш. 94.17667° зх. д. (30.345491, -94.176787).  За даними Бюро перепису населення США в 2010 році місто мало площу 20,02 км², з яких 19,89 км² — суходіл та 0,13 км² — водойми.

## Демографія
Згідно з переписом 2010 року, у місті мешкало 6611 осіб у 2520 домогосподарствах у складі 1763 родин. Густота населення становила 330 осіб/км².  Було 2790 помешкань (139/км²).
Расовий склад населення:
| - 65,8 % — білих - 30,3 % — чорних або афроамериканців - 0,6 % — азіатів - 0,4 % — корінних американців - 1,4 % — осіб інших рас |

До двох чи більше рас належало 1,5 %. Частка іспаномовних становила 4,0 % від усіх жителів.
За віковим діапазоном населення розподілялося таким чином: 25,7 % — особи молодші 18 років, 56,9 % — особи у віці 18—64 років, 17,4 % — особи у віці 65 років та старші. Медіана віку мешканця становила 38,7 року. На 100 осіб жіночої статі у місті припадало 85,0 чоловіків;  на 100 жінок у віці від 18 років та старших — 77,6 чоловіків також старших 18 років.
Середній дохід на одне домашнє господарство  становив 46 887 доларів США (медіана — 33 550), а середній дохід на одну сім'ю — 55 608 доларів (медіана — 39 549). Медіана доходів становила 51 378 доларів для чоловіків та 31 517 доларів для жінок. За межею бідності перебувало 28,4 % осіб, у тому числі 45,4 % дітей у віці до 18 років та 16,7 % осіб у віці 65 років та старших.
Цивільне працевлаштоване населення становило 2420 осіб. Основні галузі зайнятості: освіта, охорона здоров'я та соціальна допомога — 25,2 %, виробництво — 12,9 %, мистецтво, розваги та відпочинок — 10,0 %, будівництво — 9,8 %.